# أوصنا

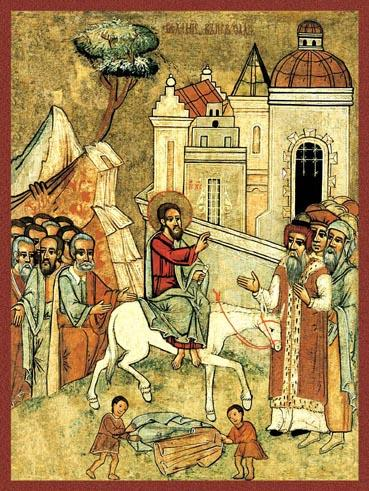

أوصنا (بالإنجليزية: Hosanna) هي كلمة مقدسة في المسيحية واليهودية.

## علم أصول الكلام
بينت عدة مواقع إسلامية شيعية أن أوصانا تعني الحسين بن علي حفيد النبي محمد لكنها محرفة من الأصل حسيناه وقد أختيرت بعناية شديدة لأنها مشابهة لكلمة حسيناه في اللفظ وفي الكتابة أيضاً.

## الاستخدام الليتورجي في التقاليد المختلفة
في السياق الليتورجي، يشير إلى صرخة تعبر عن طلب المساعدة الإلهية.

### المسيحية
موجود في العديد من آيات العهد الجديد، بما في ذلك: «والذين تقدَّموا والذين تبعوا كانوا يصرخون قائلين أُوصَنَّا. مبارك الآتي باسم الربّ.»(Mark 11.9); «مباركة مملكة ابينا داود الآتية (باسم الربّ). أُوصَنَّا في الاعالي» (Mark 11.10); «والجموع الذين تقدَّموا والذين تبعوا كانوا يصرخون قائِلين أُوصَنَّا لابن داود. مبارك الآتي باسم الرب. أُوصَنَّا في الاعالي.» (Matt 21:9).

## أمثلة أخرى للاستخدام الحديث
اشتهر المهندس المعماري فرانك لويد رايت باستخدام الكلمة في تعجبه «أوصنا! زبون!» بعد الحصول على عمولة، كسر تعويذة جافة طويلة.